# Tour Eqho
Tour Eqho, este o clădire de birouri din districtul financiar La Défense din Courbevoie, Franța. Zgârie-nori inițial a fost construit în 1988 și avea 131 de metri.
Tour Eqho ia forma unui paralelipiped, iar în mijloc ar apărea o jumătate de cilindru. Nu are ferestre în colțurile fațadelor, pentru că în acele locuri sunt coloane de susținere. Aceste grămezi se opresc la câteva etaje mai jos de vârful semicilindrului scos.